# Matthew Settle
Jeffrey Settle (Hickory (North Carolina), 17 september 1969) is een Amerikaans acteur. Hij is het meest bekend door zijn rol als Ronald Speirs in Band of Brothers en als Rufus Humphrey in Gossip Girl.
Op zijn achttiende verhuisde Settle naar New York om te acteren. In 1996 heeft hij zijn eerste rol te pakken in de televisieserie Shaughnessy. Hierna speelt hij vooral in televisiefilms. In 1998 maakt hij zijn filmdebuut in I Still Know What You Did Last Summer. Bij het grote publiek raakt hij in 2001 bekend door zijn rol als Ronald Speirs in de HBO-miniserie Band of Brothers. In 2004 maakt hij zijn presentatiedebuut in Decisive Battles als voice-over. Van 2007 tot en met 2012 speelde hij Rufus Humphrey in Gossip Girl.
Settle was van 2006 tot 2011 met de Israëlische actrice/model Naama Nativ getrouwd. Op 5 maart 2009 werd hun dochter Aven Angelica geboren.

## Filmografie
- Bibliothèque nationale de France: cb14226351n (data)
- Gemeinsame Normdatei: 141504846
- International Standard Name Identifier: 0000 0003 5443 1060
- Library of Congress Control Number: no2003017913
- Nationale Bibliotheek van Tsjechië: xx0077923
- Nationale Bibliotheek van Israël: 987007317643905171
- Nederlandse Thesaurus van Auteursnamen: 297793047
- Système universitaire de documentation: 139693963
- Virtual International Authority File: 39058434
- WorldCat: E39PBJpJbpWp4F6W7mxkG9d84q